# Othmar Karas
Othmar Karas (Ybbs an der Donau, 24 december 1957) is een Oostenrijkse politicus (ÖVP) en sinds 1999 lid van het Europees Parlement. Tussen 2012 en 2022 was hij een van de veertien vicevoorzitters en sinds 18 januari 2022 is hij eerste vicevoorzitter van het Europees Parlement. Hij is lid van de fractie van de Europese Volkspartij (christendemocraten).